# Montholon
Pour les articles homonymes, voir Famille de Montholon.
Montholon est, depuis le 1er janvier 2017, une commune nouvelle française située dans le département de l'Yonne en région Bourgogne-Franche-Comté. Elle est née de la fusion des communes de Aillant-sur-Tholon, Champvallon, Villiers-sur-Tholon et Volgré. Jean-Marie Valnet est élu maire de Montholon pour finir le mandat jusqu'en 2020

## Géographie

### Climat
Pour des articles plus généraux, voir Climat de la Bourgogne-Franche-Comté et Climat de l'Yonne.
En 2010, le climat de la commune est de type climat océanique dégradé des plaines du Centre et du Nord, selon une étude du Centre national de la recherche scientifique s'appuyant sur une série de données couvrant la période 1971-2000. En 2020, Météo-France publie une typologie des climats de la France métropolitaine dans laquelle la commune est exposée à un climat océanique altéré et est dans une zone de transition entre les régions climatiques « Lorraine, plateau de Langres, Morvan » et « Centre et contreforts nord du Massif Central ».
Pour la période 1971-2000, la température annuelle moyenne est de 10,9 °C, avec une amplitude thermique annuelle de 15,7 °C. Le cumul annuel moyen de précipitations est de 714 mm, avec 11,9 jours de précipitations en janvier et 7,5 jours en juillet. Pour la période 1991-2020, la température moyenne annuelle observée sur la station météorologique installée sur la commune est de 11,5 °C et le cumul annuel moyen de précipitations est de 727,4 mm. 
La température maximale relevée sur cette station est de 42,7 °C, atteinte le 24 juillet 2019 ; la température minimale est de −23,5 °C, atteinte le 25 février 1986,,.
| Mois                                  | jan.             | fév.             | mars           | avril         | mai           | juin           | jui.           | août            | sep.          | oct.            | nov.           | déc.             | année      |
| ------------------------------------- | ---------------- | ---------------- | -------------- | ------------- | ------------- | -------------- | -------------- | --------------- | ------------- | --------------- | -------------- | ---------------- | ---------- |
| Température minimale moyenne (°C)     | 0,3              | 0                | 1,7            | 3,7           | 7,5           | 10,9           | 12,8           | 12,5            | 9             | 6,7             | 3,2            | 1                | 5,8        |
| Température moyenne (°C)              | 3,7              | 4,4              | 7,5            | 10,4          | 14,2          | 17,9           | 20,1           | 19,9            | 15,9          | 12              | 7,1            | 4,3              | 11,5       |
| Température maximale moyenne (°C)     | 7,1              | 8,8              | 13,2           | 17            | 21            | 24,8           | 27,5           | 27,3            | 22,7          | 17,3            | 11,1           | 7,6              | 17,1       |
| Record de froid (°C) date du record   | −21,5 09.01.1985 | −23,5 25.02.1986 | −14,4 01.03.05 | −8,1 08.04.03 | −2 11.05.1996 | 0,1 05.06.1991 | 3,2 04.07.1984 | 2,5 26.08.18    | −1 28.09.1990 | −8 30.10.1997   | −12 23.11.1998 | −17,5 31.12.1985 | −23,5 1986 |
| Record de chaleur (°C) date du record | 16,7 25.01.16    | 22 27.02.19      | 26,1 30.03.21  | 30,4 20.04.18 | 33,7 28.05.17 | 40 27.06.19    | 42,7 24.07.19  | 42,2 11.08.1998 | 36,3 14.09.20 | 31,5 01.10.1985 | 24 07.11.15    | 18,5 16.12.1989  | 42,7 2019  |
| Précipitations (mm)                   | 62,5             | 55               | 54             | 56,9          | 67            | 54,8           | 54,8           | 56,6            | 57,7          | 69,5            | 67,8           | 70,8             | 727,4      |

| Diagramme climatique                                  |        |           |           |         |              |              |              |           |             |             |          |
| J                                                     | F      | M         | A         | M       | J            | J            | A            | S         | O           | N           | D        |
| 7,10,362,5                                            | 8,8055 | 13,21,754 | 173,756,9 | 217,567 | 24,810,954,8 | 27,512,854,8 | 27,312,556,6 | 22,7957,7 | 17,36,769,5 | 11,13,267,8 | 7,6170,8 |
| Moyennes : • Temp. maxi et mini °C • Précipitation mm |        |           |           |         |              |              |              |           |             |             |          |

Les paramètres climatiques de la commune ont été estimés pour le milieu du siècle (2041-2070) selon différents scénarios d'émission de gaz à effet de serre à partir des nouvelles projections climatiques de référence DRIAS-2020. Ils sont consultables sur un site dédié publié par Météo-France en novembre 2022.

## Urbanisme

### Typologie
Au 1er janvier 2024, Montholon est catégorisée bourg rural, selon la nouvelle grille communale de densité à sept niveaux définie par l'Insee en 2022.
Elle est située hors unité urbaine. Par ailleurs la commune fait partie de l'aire d'attraction de Joigny, dont elle est une commune de la couronne,. Cette aire, qui regroupe 14 communes, est catégorisée dans les aires de moins de 50 000 habitants,.

## Toponymie
Le Mont Tholon est un imposant relief situé au nord-est de la commune, sur la commune de Paroy-sur-Tholon ; le Tholon longe de sa rive droite le pied de cette butte ; de l'oïl mont et Tholon, du gaulois telon- « source , cours d'eau ».
Le toponyme rappelle l'hydronyme de la rivière Tholon, affluent de l'Yonne traversant la commune.

## Histoire
La commune est née du regroupement des communes d'Aillant-sur-Tholon, de Volgré, de Champvallon et de Villiers-sur-Tholon qui deviennent des communes déléguées, le 1er janvier 2017. Son chef-lieu se situe à Aillant-sur-Tholon.
François Harlay de Champvallon devient archevêque de Paris en 1671. Il bénit le mariage morganatique de Louis XIV et de madame de Maintenon.

## Politique et administration

### Communes déléguées
| Nom                        | Code Insee | Intercommunalité   | Superficie (km2) | Population (dernière pop. légale) | Densité (hab./km2) |
| -------------------------- | ---------- | ------------------ | ---------------- | --------------------------------- | ------------------ |
| Aillant-sur-Tholon (siège) | 89003      | CC de l'Aillantais | 18,20            | 1 401 (2014)                      | 77                 |
| Champvallon                | 89078      | CC de l'Aillantais | 6,83             | 686 (2014)                        | 100                |
| Villiers-sur-Tholon        | 89473      | CC de l'Aillantais | 15,50            | 485 (2014)                        | 31                 |
| Volgré                     | 89484      | CC de l'Aillantais | 9,55             | 353 (2014)                        | 37                 |

### Liste des maires
| Période          | Période                     | Identité                | Étiquette | Qualité |
| ---------------- | --------------------------- | ----------------------- | --------- | --- |
| 4 janvier 2017   | 20 novembre 2018 (décès)    | William Lemaire         | LR        | Agent d'assurances retraité Conseiller départemental du canton de Charny (2015 → 2018) 11e vice-président du conseil départemental (2015 → 2018) Maire d'Aillant-sur-Tholon (2001 → 2017) |
| 21 novembre 2018 | 15 février 2019             | Sophie Picon            |           | Maire par intérim |
| 16 février 2019  | 23 mai 2020                 | Jean-Marie Valnet       | SE        | Cadre EDF/GDF retraité Maire de Champvallon (2008 → 2017) |
| 23 mai 2020      | 17 janvier 2022 (démission) | Pascal Jolly            | SE        | Cadre de banque retraité, ancien premier adjoint |
| avril 2022       | En cours (au 3 avril 2022)  | Fernando Dias Goncalves |           | |

## Culture locale et patrimoine
- Église Saint-Jean-Baptiste de Villiers-sur-Tholon (portails des XVe et XVIe siècles, oculus du XIVe siècle).
- Église Saint-Martin de Villiers-sur-Tholon (consacrée en 1867) (plans de Viollet-le-Duc).
- Église de Volgré (XVe siècle), agrandie au XVIIe siècle, restaurée en 1868.
- Chapelle-ermitage Sainte-Anne.
- Église Saint-Martin d'Aillant-sur-Tholon.